# Go Joo-won
Go Joo-won (en hangul, 고주원; nacido el 16 de octubre de 1981) es un actor surcoreano.

## Vida personal
Nacido en Gwangju en 1981, Go es hijo de un agricultor y una maestra de enseñanza especial. En su primera juventud aprendió a tocar el violonchelo y se ejercitó en taekwondo y hapkido. Destacó en sus estudios de secundaria, pues por su puntuación quedó en el 1 % más alto de todo el país, como universitarios, con un grado en Economía y un máster en Periodismo en dos universidades prestigiosas, Songang y Yonsei respectivamente. Su proyecto inicial era el de convertirse en contador público certificado.
En noviembre de 2010 comenzó su servicio militar de dos años, que hizo como trabajador de servicio público tras cuatro semanas de adiestramiento básico.

## Carrera
Go Joo-won comenzó su carrera en 2001. Durante su primer año de estudios en la universidad, donde destacaba por su apariencia física, recibió una oferta para trabajar como modelo y aceptó.  Concebía el de modelo publicitario como un trabajo a tiempo parcial, mientras completaba sus estudios, pero en 2003 debutó también como actor de televisión, con un papel secundario en la serie de 16 capítulos Punch, de SBS, y quedó fascinado por el mundo de la actuación.
En 2005 debía estrenarse la única película en la que ha participado el actor, cuyo papel protagonista obtuvo tras triunfar en una audición de 2000 candidatos. Titulada Park Heung-sook, el Tarzán de Mudeungsan, está basada en la historia real de un hombre que vivía con su familia en extrema pobreza, y que fue condenado a muerte y ejecutado en 1980 por haber matado a cuatro obreros que estaban demoliendo su cabaña para urbanizar la zona. El estreno se canceló debido a una polémica surgida con la campaña de promoción: en ella se utilizó un cartel que contenía una grave ofensa contra la región de Honam; las disculpas de la productora no fueron suficientes para salvar la distribución del filme.
En el mismo 2005 obtuvo sus dos primeros papeles como protagonista en sendas series de televisión de KBS, Resurrección, en 24 episodios, y la telenovela diaria en 170 episodios Bizarre Bunch. Esta última superó el 30 % en índices de audiencia, lo que hizo que el nombre del actor fuera ampliamente conocido y que se le abrieran nuevas posibilidades de trabajo.Al año siguiente fue elegido para el reparto de Famous Chil Princesses, serie de KBS2 en 80 episodios.
Uno de sus papeles más destacados llegó en 2010, con la serie OB & GY, donde interpreta a Sang-shik, un médico de cuidados intensivos neonatales. La serie tuvo unos buenos índices de audiencia, en torno al 10 %, y alcanzó cierta resonancia por los temas que trataba. El actor declaró, de hecho, que había elegido participar en ella tras haberse conmovido leyendo el guion.
Después de una pausa de dos años debida al cumplimiento del servicio militar, en 2012 volvería otra vez como médico, en este caso dermatólogo, en el reparto de You Are the Best!, serie de fin de semana en 50 episodios transmitida por KBS2. En ella, protagonizada por IU, formaba pareja con Yoo In-na.En 2014 añadió un nuevo título a su carrera en un formato y un tipo de personaje que le son más familiares: el del «príncipe heredero de los dramas familiares» en una serie diaria: en este caso, Run, Jang-mi, de 123 episodios, transmitida por SBS.
El 26 de abril de 2017 firmó un contrato de representación con Hwayi Brothers, agencia después englobada en Studio Santa Claus Entertainment. Sin embargo, en esa época el actor se había tomado una pausa en su carrera que duró tres años, entre 2016 y 2019. Dejó de aparecer también en publicidad y en espectáculos de variedades. Según declaró, «en ese momento, estaba pasando por un período de estancamiento y depresión». Su vuelta a la actuación se produjo con una aparición especial en Love in Sadness, y con un papel de reparto en Haechi.
Después de Haechi se produjo un nuevo hiato de cuatro años en la carrera de Go Joo-won, hasta su aparición en la serie de fin de semana en 50 episodios Live Your Own Life (KBS2, 2023).

## Filmografía

### CIne
| Año  | Título                                   | Hangul              | Papel           | Notas        | Ref.         |
| ---- | ---------------------------------------- | ------------------- | --------------- | ------------ | ------------ |
| 2005 | Park Heung-sook, el Tarzán de Mudeungsan | 무등산 타잔, 박흥숙 | Park Heung-sook | No estrenada | [ 4 ] [ 19 ] |

### Series de televisión
| Año  | Título                   | Papel                  | Canal     | Notas                                       | Ref.          |
| ---- | ------------------------ | ---------------------- | --------- | ------------------------------------------- | ------------- |
| 2003 | Punch                    | Yoon-pyo               | SBS       | Debut, reparto                              | [ 4 ]         |
| 2004 | Kkakdugi                 | Gak-doo                | KBS2      | Drama especial en dos episodios             | [ 20 ] [ 21 ] |
| 2004 | The Land                 | Song Young-kwang       | SBS       | Reparto                                     | [ 22 ]        |
| 2005 | Resurrección             | Jung Jin-woo           | KBS2      | Primer papel protagonista                   | [ 8 ]         |
| 2005 | Bizarre Bunch            | Jang Seok-hyun         | KBS1      | Protagonista                                | [ 5 ] [ 23 ]  |
| 2006 | Famous Chil Princesses   | Yoo Il-han             | KBS2      | Reparto                                     | [ 1 ] [ 24 ]  |
| 2007 | The King and I           | King Seongjong         | SBS       | Protagonista                                | [ 25 ]        |
| 2008 | My Lady                  | Kim Hyun-min           | MBC       | Protagonista                                | [ 26 ] [ 27 ] |
| 2010 | OB & GY                  | Lee Sang-shik          | SBS       | Protagonista                                | [ 10 ] [ 28 ] |
| 2010 | Kim Su-ro, The Iron King | Ijinashi               | MBC       | Protagonista                                | [ 29 ] [ 30 ] |
| 2013 | You Are the Best!        | Park Chan-woo          | KBS2      | Reparto                                     | [ 31 ]        |
| 2014 | There Is a Bluebird      | Doctor Oh              | TV Chosun | Protagonista. Drama especial en tres partes | [ 32 ] [ 33 ] |
| 2014 | 4 Legendary Witches      | Ma Do-hyun             | MBC       | Aparición especial                          | [ 34 ]        |
| 2014 | Run, Jang-mi             | Hwang Tae-ja           | SBS       | Protagonista                                | [ 13 ]        |
| 2016 | Madame Antoine           | Exmarido de Go Hye-rim | JTBC      | Aparición especial (ep. 2-3)                | [ 35 ]        |
| 2019 | Love in Sadness          | Ha Seong-ho            | MBC       | Aparición especial                          | [ 36 ] [ 37 ] |
| 2019 | Haechi                   | Yi In-jwa              | SBS       | Reparto                                     | [ 38 ] [ 39 ] |
| 2023 | Live Your Own Life       | Kang Tae-min           | KBS2      | Protagonista                                | [ 40 ] [ 41 ] |

## Otras actividades

### Variedades televisivas
| Año     | Título                                  | Canal     | Función             | Notas                   | Ref.          |
| ------- | --------------------------------------- | --------- | ------------------- | ----------------------- | ------------- |
| 2009-10 | Let's Go! Dream Team Season 2           | KBS2      | Miembro del reparto | Episodios 10-13 y 28    | [ 42 ]        |
| 2014    | Star Friend                             | KBS2      | Miembro del reparto |                         |               |
| 2015    | Off to School                           | JTBC      | Miembro del reparto | Episodios 53-56         | [ 43 ]        |
| 2015    | Law of the Jungle                       | SBS       | Miembro del reparto |                         | [ 44 ] [ 45 ] |
| 2016    | Let's Go Expedition Time                | tvN       | Miembro del reparto |                         | [ 46 ]        |
| 2019    | Taste of Love                           | TV Chosun | Miembro del reparto | Episodio 16 y sucesivos |               |
| 2020    | Quick Organizing                        | tvN       | Invitado            |                         | [ 47 ] [ 48 ] |
| 2022    | Oh Eun-young's Golden Counseling Center | Channel A | Invitado            | 16 de septiembre        | [ 49 ]        |
| 2022    | Gourmet Heo Young-man's Baekban Travels | TV Chosun | Invitado            | Episodio 181            | [ 50 ]        |

### Representación y relaciones públicas
- 2007: embajador de relaciones públicas de las Fuerzas Aéreas surcoreanas (junto con Han Hyo-joo).[51]
- 2013: embajador del 15.º Festival Internacional de Cine Juvenil de Seúl.

## Premios y nominaciones
| Año  | Premios                        | Categoría                              | Papel                  | Resultado |
| ---- | ------------------------------ | -------------------------------------- | ---------------------- | --------- |
| 2005 | KBS Drama Awards               | Mejor actor revelación                 | Bizarre Bunch          | Ganador   |
| 2006 | 7.º Korea Visual Arts Festival | Actor más fotogénico                   | —                      | Ganador   |
| 2006 | KBS Drama Awards               | Premio a la excelencia, actor          | Famous Chil Princesses | Ganador   |
| 2015 | SBS Drama Awards               | Premio a la excelencia, actor en serie | Run, Jang-mi           | Nominado  |